# Брюнео
Брюнео́ — коммуна в Валлонии, расположенная в провинции Эно, округ Турне. Принадлежит Французскому языковому сообществу Бельгии. На площади 46,11 км² проживают 7711 человек (плотность населения — 167 чел./км²), из которых 48,87 % — мужчины и 51,13 % — женщины. Средний годовой доход на душу населения в 2003 году составлял 11 083 евро.
Почтовый код: 7620-7624. Телефонный код: 069.